# Syrphus mikado
Syrphus mikado är en tvåvingeart som beskrevs av Matsumura 1917. Syrphus mikado ingår i släktet solblomflugor, och familjen blomflugor. Inga underarter finns listade i Catalogue of Life.